# Ronny Gustafsson
Ronny Gustafsson (* 25. Juni 1947 in Stockholm) ist ein ehemaliger schwedischer Fußballspieler und -trainer.

## Laufbahn
Gustafsson begann 1956 mit dem Fußballspielen bei Bergsundspojkarna. 1959 wechselte der Torwart in die Jugendabteilung von AIK. Für den Verein spielte er neben Fußball auch noch Eishockey. Zeitgleich war er für IF Rutgers als Handballspieler aktiv und schaffte es in die schwedische Jugendnationalmannschaft. Als Handballer wechselte er zum Zweitligisten Umeå IK. Nach seiner Militärzeit beschränkte er sich jedoch auf Fußball.
1967 wechselte Gustafsson zu Reymersholms IK. Nach zwei Spielzeiten kehrte er zu AIK zurück, wo er am 13. April 1969 beim 0:0-Unentschieden gegen Jönköpings Södra IF erstmals in der Allsvenskan das Tor hütete. In der Spielzeit 1970 konnte er sich als Stammtorhüter etablieren und bis 1974 verpasste er nur drei Ligaspiele. Nach einer Knieverletzung in der Winterpause 1974/75 stand der bisherige Ersatzmann Leif Karlsson im Tor. Da Gustafsson immer wieder Probleme mit dem Knie hatte, konnte er den Konkurrenten nicht dauerhaft verdrängen und nach anderthalb Jahren beendete er seine Karriere in der ersten Liga und kehrte zu Reymersholms IK zurück, wo er noch eine Spielzeit aktiv war. Größter Erfolg war der Gewinn des Svenska Cupen 1976. Auf dem Höhepunkt seiner Karriere 1974 wurde er vom Hamburger SV zum Probetraining eingeladen, wurde aber letztendlich nicht verpflichtet.
Gustafsson bestritt 1974 zwei Länderspiele für Schweden. Er gehörte vor der Weltmeisterschaft 1974 zum erweiterten Kader, wurde aber für das Turnier nicht nominiert. 
Nach dem Ende seiner aktiven Laufbahn wechselte Gustafsson auf die Trainerbank. Seine erste Station war 1979 Segeltorps IF, ehe er als Trainer 1980 bis 1981 Reymersholms IK betreute. 1982 bis 1986 war er für Rågsveds IF zuständig.